# 2793 Valdaj
2793 Valdaj (1977 QV) là một tiểu hành tinh vành đai chính được phát hiện ngày 19 tháng 8 năm 1977 bởi N. Chernykh ở Nauchnyj.